# Sparisoma chrysopterum
Sparisoma chrysopterum là một loài cá biển thuộc chi Sparisoma trong họ Cá mó. Loài này được mô tả lần đầu tiên vào năm 1801.

## Từ nguyên
Tính từ định danh của loài trong tiếng Latinh có nghĩa là "có vây màu vàng kim", hàm ý đề cập đến vây lưng, vây bụng và vây hậu môn có màu cam đến ửng đỏ.

## Phạm vi phân bố và môi trường sống
S. chrysopterum được ghi nhận từ bờ biển bang Florida (Hoa Kỳ) trải dài khắp vùng biển Caribe, bao gồm toàn bộ Antilles, giới hạn ở phía nam đến Venezuela.
Quần thể được cho là S. chrysopterum ở Brasil đã được xác định lại là loài Sparisoma frondosum, một loài có hình thái khá giống nhau ở cá đực lẫn cá cái. S. frondosum cũng được ghi nhận tại bờ biển Venezuela, Leeward Antilles (chuỗi đảo phía nam Tiểu Antilles), Trinidad và Tobago và Grenada.
S. chrysopterum sống gần các rạn san hô và đá ngầm, cá con đặc biệt sống trong những thảm cỏ biển, độ sâu đến ít nhất là 20 m.

## Mô tả
S. chrysopterum có chiều dài cơ thể tối đa được ghi nhận là 46 cm. Cơ thể của cá đực và cá cái có vảy lớn.
S. chrysopterum đực trưởng thành có màu xanh lục lam (vùng bụng sáng màu hơn) với dải lưỡi liềm màu đỏ ở rìa vây đuôi, một vùng màu xanh lam bao quanh gốc vây ngực, và vệt màu vàng trên gốc vây ngực. Đây là những đặc điểm này không có ở S. frondosum. Vây lưng, vây bụng và vây hậu môn có màu đỏ cam.
Cá cái và cá đực đang lớn (giai đoạn trung gian) có màu nâu xám đến nâu đỏ, có thể xuất hiện các vệt trắng lốm đốm để hòa lẫn vào môi trường xung quanh; chúng có một đốm sẫm màu ở gốc vây ngực.
Số gai vây lưng: 9; Số tia vây ở vây lưng: 10; Số gai vây hậu môn: 3; Số tia vây ở vây hậu môn: 9; Số tia vây ở vây ngực: 13.

## Sinh thái học
Thức ăn của S. chrysopterum chủ yếu là tảo và cỏ biển. S. chrysopterum nhiều khả năng là một loài lưỡng tính tiền nữ (cá cái có thể chuyển đổi giới tính thành cá đực).

## Thương mại
S. chrysopterum được nhắm mục tiêu đánh bắt trong ngành thủy sản thương mại.

### Trích dẫn
- "A new parrotfish (Scaridae) from Brazil, and revalidation of Sparisoma amplum (Ranzani, 1842), Sparisoma frondosum (Agassiz, 1831), Sparisoma axillare (Steindachner, 1878) and Scarus trispinosus Valenciennes, 1840" (PDF). Bulletin of Marine Science. Quyển 68 số 3. 2001. tr. 505–524. {{Chú thích tạp chí}}: Đã bỏ qua tham số không rõ |authors= (trợ giúp)